# 1453 az irodalomban
Az 1453. év az irodalomban.

## Események
- 1453 – Elkészül a középkori Szép Magelona-történet első írásos feldolgozása, a Pierre de Provence et la belle Maguelonne című francia prózaregény.[1]
- 1453 – Nicolaus Cusanus De visione Dei (Isten szemléletéről) és – Konstantinápoly elestének hírére – De pace fidei (A hit békéjéről) című munkája.[2]

## Születések
- 1453 – Girolamo Benivieni (Jérôme Benivieni) itáliai humanista, költő, filozófus († 1542)[3]